# Ježek jihoafrický
Ježek jihoafrický (Atelerix frontalis) je druh hmyzožravce náležícího do čeledi ježkovití (Erinaceidae) a rodu Atelerix, historicky však patřil do rodu Erinaceus. Druh, který se rozrůznil na dva poddruhy (nejisté), popsal Andrew Smith v roce 1831.

## Výskyt
Ježek jihoafrický je zvířetem afrotropické (etiopské) oblasti, obývá jižní části Afriky. Osídlil Angolu, Botswanu, Namibii, Jihoafrickou republiku a Zimbabwe, možná se vyskytuje i ve státě Lesotho. V tomto areálu rozšíření vytvořil dvě populace, z toho jedna obývá oblast mezi Angolou (jihozápad) a Namibií (sever), druhá populace osídlila oblasti od Zimbabwe (západ) přes Botswanu (východ) a dostala se až do Kapska.
Co se týče biotopu, tak ježek jihoafrický se přizpůsobí mnoha různým prostředím, obývají například savany nebo skalnaté oblasti, vyskytují se také na zahradách, avšak například pouštím se tento druh vyhýbá. V oblasti, kde se vyskytuje, činí ročně úhrn srážek asi 300 až 800 mm. Další podmínkou pro existenci ježků v oblasti jsou suchá místa, kde se mohou ukrýt.

## Popis
Ježek jihoafrický je středně velký ježek s dvoucentimetrovým ocasem a malýma ušima, které mají zaoblený tvar. Dosahuje velikosti 15 až 20 cm a hmotnost se pohybuje mezi 150 až 555 g. U druhu se nevyvinul výrazný pohlavní dimorfismus, samec i samice jsou si tedy podobní. Na těle ježkům vyrůstají bodliny malé velikosti, jejichž zbarvení je bílotmavé. Na břiše, mající odstín od bílé po plně tmavou, trny ježkům nerostou. Při obraně se ježek stočí do klubíčka, čímž tuto svou slabinu skryje, a pomocí bodlin se potom dokáže ubránit i před lvem (například pozorování v NP Hwange). Zbarvení končetin se pohybuje mezi šedohnědou až tmavohnědou, obličej má potom barvu tmavou. Na čele mají ježci jihoafričtí pruh bílého zbarvení, jedná se o typický znak pro tento druh. Může se však podobat ježkovi bělobřichému (Atelerix albiventris).
Ježek jihoafrický dokáže vyvinout rychlost mezi 6 až 7 km/h.

## Chování
Ježek jihoafrický je noční druh, přes den se obvykle ukrývá, avšak někdy může být aktivní i v tuto dobu. Aktivní je hlavně za svítání a soumraku. Většinou žije samotářsky (pokud se ježci setkají, reagují zvuky připomínajícími šňupání nebo vrčení a střet může skončit i bitkou), například při shánění potravy však mohou tvořit páry. Chladné období (červen až srpen) ježci tráví se stavu strnulosti a během toho využívají své tukové zásoby. Pokles jejich hmotnosti pak může činit až 19 %. Tento druh náleží mezi všežravce. Živí se například termity či hlemýždi, konzumovat může ale také jiné druhy savců, vejce nebo i houby. Potravu vyhledává po čichu.
U ježka jihoafrického se vyvinul monogamní způsob života, rozmnožování probíhá v teplých měsících a během roku se může několikrát opakovat. Samec se samici dvoří i několik dní, ta jej i několikrát odmítne. Před samotnou kopulací dojde u samice ke složení bodlin, zároveň také natahuje zadní nohy, aby odhalila své genitálie. Díky tomuto manévru se samec při páření neporaní. Za zhruba 5 až 6 týdnů samička (samci se o mláďata nestarají) porodí průměrně čtyři mláďata vážící 10 g. Jako hnízdo jí slouží například sutiny, ale přivést mláďata na svět může třeba i v termitištích. Již během první až třetí hodiny života se mláďatům začnou vytvářet bodliny. K otevření očí dojde za deset dnů. Do jednoho měsíce již vypadají jako dospělci a za 61 až 68 dní jsou schopni rozmnožovat se. Věk dožití činí ve volné přírodě okolo tří let, v zajetí je vyšší.
Predátorem je například výr bělavý (Bubo lacteus).

## Ohrožení
Vzhledem ke stabilní populaci čítající pravděpodobně velké množství jedinců, velkému areálu rozšíření zahrnujícímu i chráněné oblasti a schopnosti přizpůsobit se různým habitatům je podle Mezinárodního svazu ochrany přírody ježek jihoafrický málo dotčeným druhem. Velké hrozby, které by tohoto ježka ohrožovaly, nejsou známy.